# Scirtes maramagensis
Scirtes maramagensis es una especie de coleóptero de la familia Scirtidae.

## Distribución geográfica
Habita en Filipinas.